# تانیا دیکن‌شاید
تانیا دیکن‌شاید (آلمانی: Tanja Dickenscheid؛ زادهٔ ۱۷ ژوئن ۱۹۶۹) بازیکن هاکی روی چمن اهل آلمان است.